# Tinzart
Tinzart  (in arabo تينزرت‎?) è un centro abitato e comune rurale del Marocco situato nella provincia di Taroudant, regione di Souss-Massa. Conta una popolazione di 5 902 abitanti (censimento 2014).